# Remington Arms
Die Remington Arms Company, LLC war ein führender US-amerikanischer Waffenhersteller mit Firmensitz in Madison, North Carolina. Zur Produktpalette gehörten Büchsen, Flinten, Revolver und Pistolen sowie Munition. Die Marke Remington stand ebenfalls für Kollektionen von Jagdbekleidung und Jagdzubehör (vornehmlich USA). Es war das einzige Unternehmen in den USA, das Waffen und Munition ausnahmslos im Inland herstellte. Remingtons Produkte wurden in mehr als 60 Länder exportiert.
Remington zählte zu den größten Produzenten von Schrotflinten und Gewehren in den USA. Seit 2010 stellte die Firma mit dem Remington 1911 R1 auch wieder Faustfeuerwaffen her. Die Waffe basiert auf der im Ersten Weltkrieg in den USA hergestellten M1911 Ordonnanzpistole und ist die erste Pistole von Remington seit 1998, als die Produktion der Remington XP-100 eingestellt wurde.
Remington war eine Tochtergesellschaft der Remington Outdoor Company (ehemals bekannt als Freedom Group), die ihrerseits von Cerberus Capital Management gehalten wird. Clayton, Dubilier & Rice kaufte 1993 einen Minderheitsanteil an Remington.
2007 wurde Marlin Firearms eine Tochtergesellschaft von Remington Arms.
Am 13. Februar 2018 wurde bekannt, dass die Unternehmensmutter der Remington Arms Company, die Remington Outdoor Company, Insolvenz angemeldet hat. Grund sind hohe Schulden des Unternehmens und eine sinkende Nachfrage nach Pistolen und Gewehren in den USA. Zu den Töchtern der Remington Outdoor Company zählt unter anderem auch Bushmaster Firearms International. Bereits im Mai 2018 konnte das Insolvenzverfahren wieder beendet werden, nachdem ein vorgelegter Restrukturierungsplan vom zuständigen Insolvenzrichter angenommen wurde. Am 28. Juli 2020 meldete Remington Arms erneut Insolvenz nach Chapter 11 an.

## Geschichte

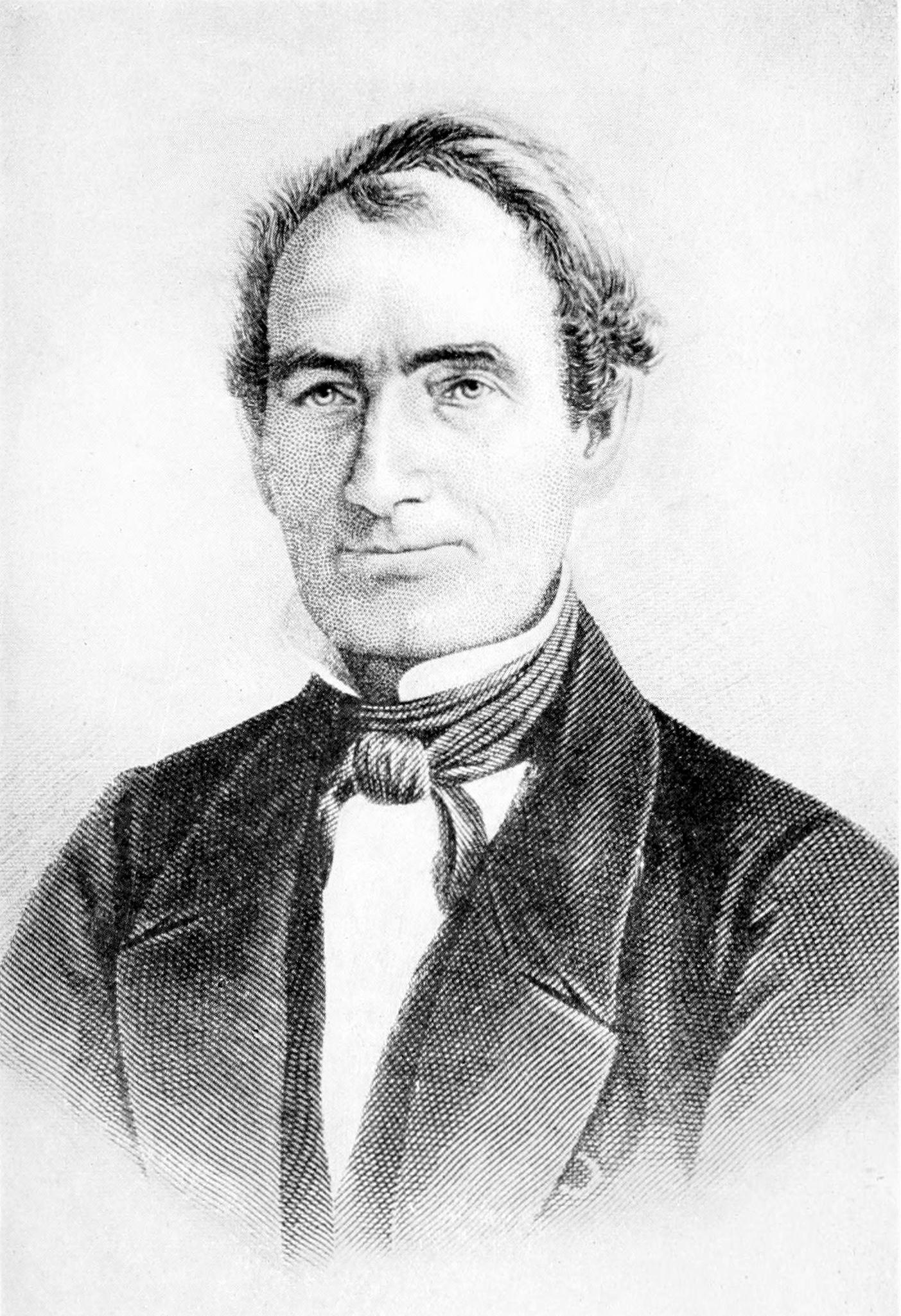
Eliphalet Remington

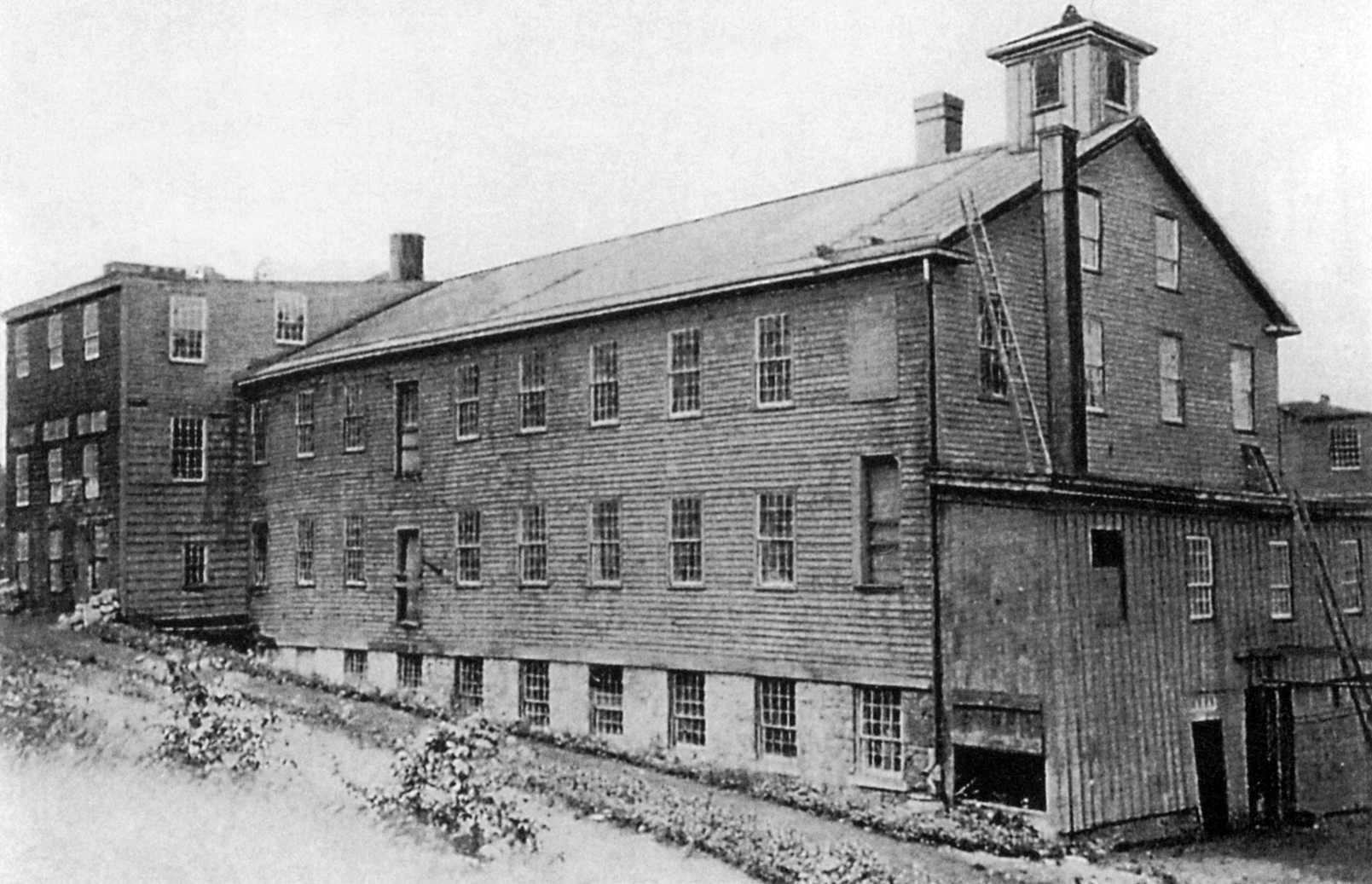
Um 1840

Das Unternehmen wurde 1816 von Eliphalet Remington in Ilion, New York, unter dem Namen E. Remington and Sons gegründet. Es galt als das älteste Unternehmen der USA, das seit seiner Gründung ohne Unterbrechung Waffen herstellte.

### Beginn des 19. Jahrhunderts
Die Geschichte von Remington begann im Jahre 1816. Eliphalet Remington II war davon überzeugt, er könne eine bessere Waffe bauen, als er kaufen könnte. Die damaligen Farmer der Gemeinden in der Region waren dafür bekannt, dass sie vielfältige handwerkliche Fähigkeiten hatten und sich weitgehend selbst versorgen konnten. Die Wintersaison, in der auf den Feldern nichts zu tun war, wurde dazu genutzt, Güter des täglichen Bedarfs selber herzustellen, sowohl für den Eigengebrauch als auch für lokale Märkte.
Der Vater von Eliphalet war ein Schmied und wollte seine Produktpalette erweitern, indem er Läufe für Gewehre fertigte. Zu jener Zeit stellten die meisten Leute ihre Gewehre aus Kostengründen selbst her. Der Schaft bzw. Kolben des Gewehres wurde von Hand geschnitzt, der Lauf und das Zündschloss dazugekauft und dann selbst montiert.
Um sich Wissen über die Laufherstellung anzueignen, wurde Eliphalet von seinem Vater zu einem bekannten Hersteller geschickt. Er hatte die Aufgabe, dort einen Lauf zu kaufen und nebenbei die Produktionstechniken zu beobachten. Zu jener Zeit bestand die Methode einen Lauf herzustellen darin, lange, flache, erhitzte Eisenbarren um eine Metallstange des gewünschten Kalibers zu wickeln. Diese wurden dann immer wieder erhitzt und zusammengehämmert, so lange bis sich die Barren verbanden und zu einem soliden Zylinder wurden (daher früher auch die populäre Achtkantform der Läufe). War der Zylinder komplett, wurde die Metallstange in der Mitte herausgezogen und der Lauf war fertig. Nachdem der junge Mann nach Hause zurückgekehrt war, wurde in der Schmiede seines Vaters, in Ilion-Gorge, New York, eine erfolgreiche Lauf-Manufaktur eröffnet.
Eliphalet Remington entwarf für sich ein Steinschlossgewehr und baute dieses. Im Herbst desselben Jahrs nahm er an einem Schießwettbewerb teil, bei dem er den zweiten Platz belegte. Seine sehr gut verarbeitete Waffe beeindruckte einige der anderen Schützen, viele waren von der Qualität sogar dermaßen überzeugt, dass sie sofort ein Gewehr in Auftrag gaben. Am Ende des Tages hatte Eliphalet Remington so viele Bestellungen erhalten, dass er ab sofort offiziell im Waffenschmiedegeschäft war.
Im Jahre 1828 übersiedelte das Werk in die Nähe von Ilion, New York; an diesem Standort ist bis heute das Remington-Werk.

### Mitte des 19. Jahrhunderts und Jahrhundertwende

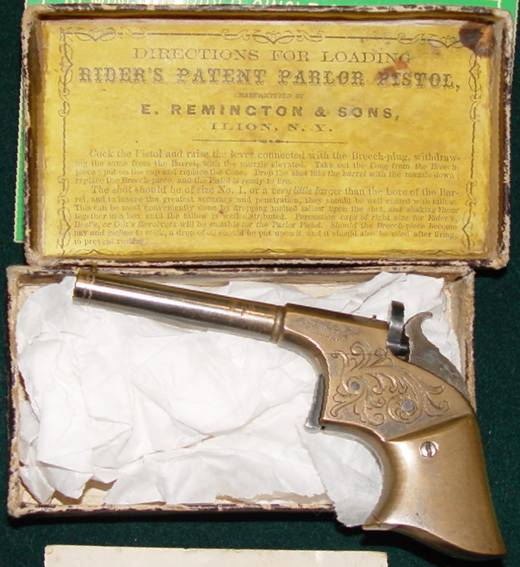
Remington-Rider Single Shot Deringer, hergestellt ca. 1860–1863

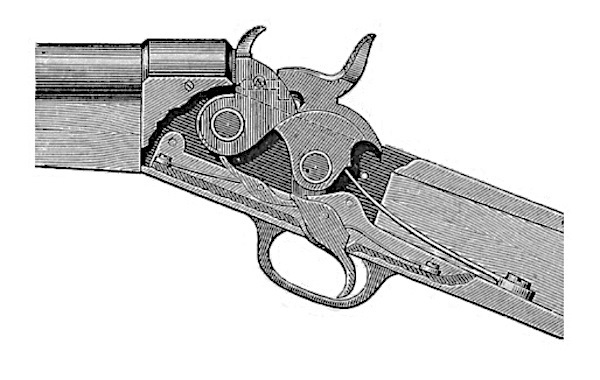
Remington Rolling-Block-Verschluss

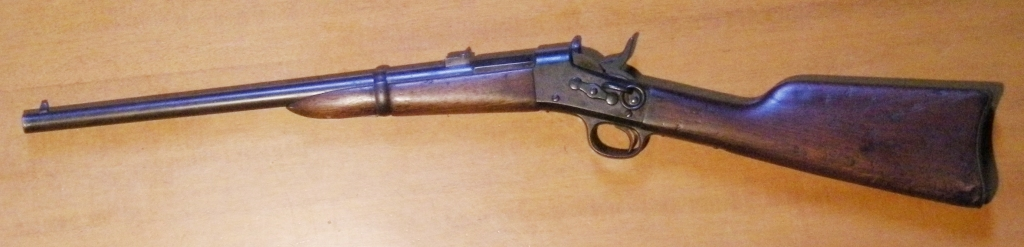
Remington Rolling Block Carbine 1867

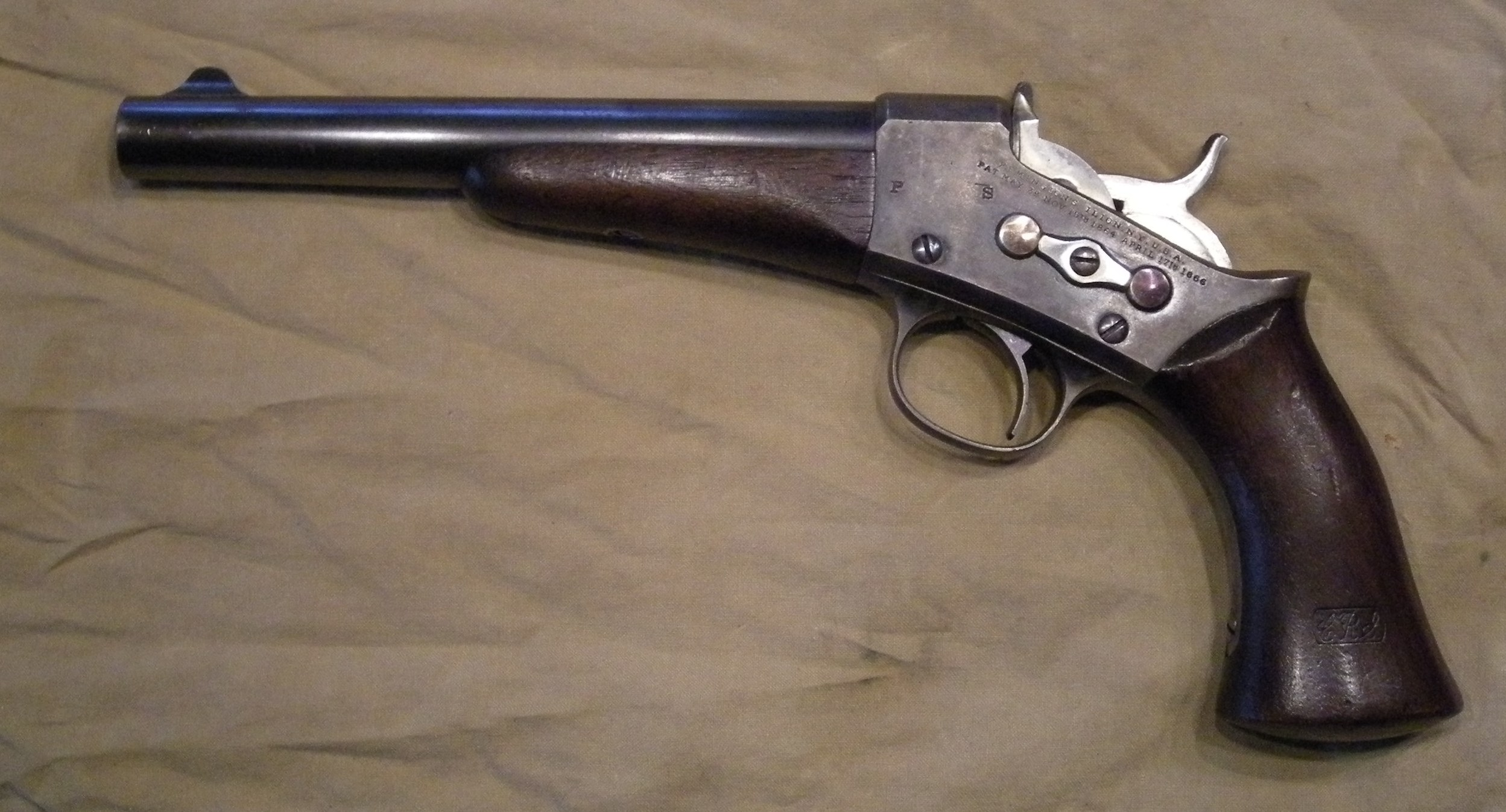
Remington 1871 Army Rolling Block Pistol

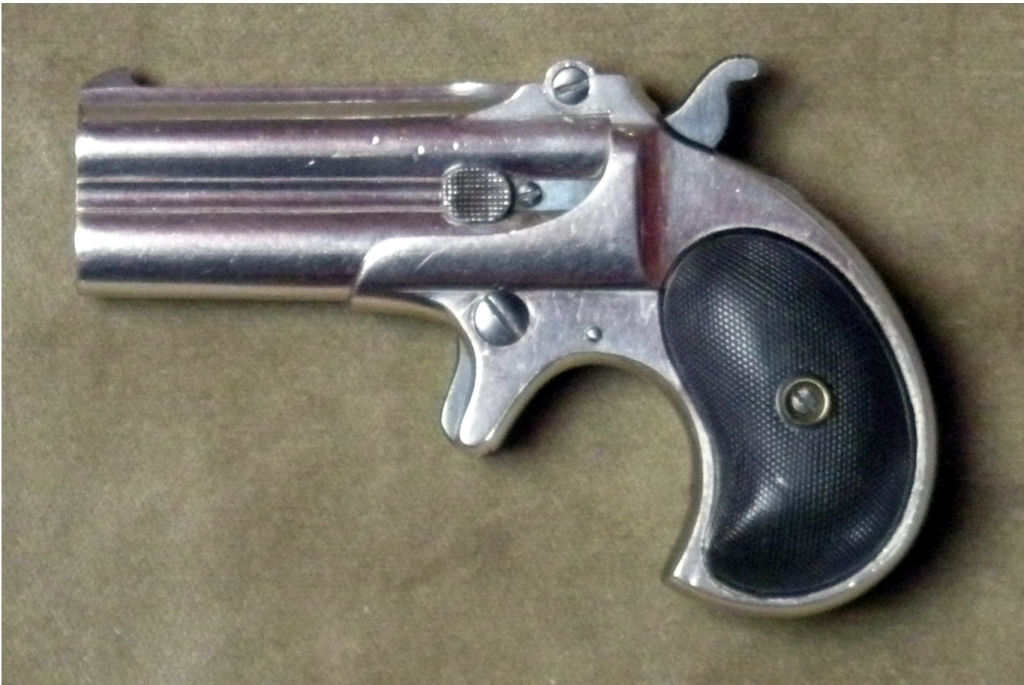
Remington Double Deringer cal .41 Rimfire, ca. 150.000 Exemplare hergestellt 1866–1935

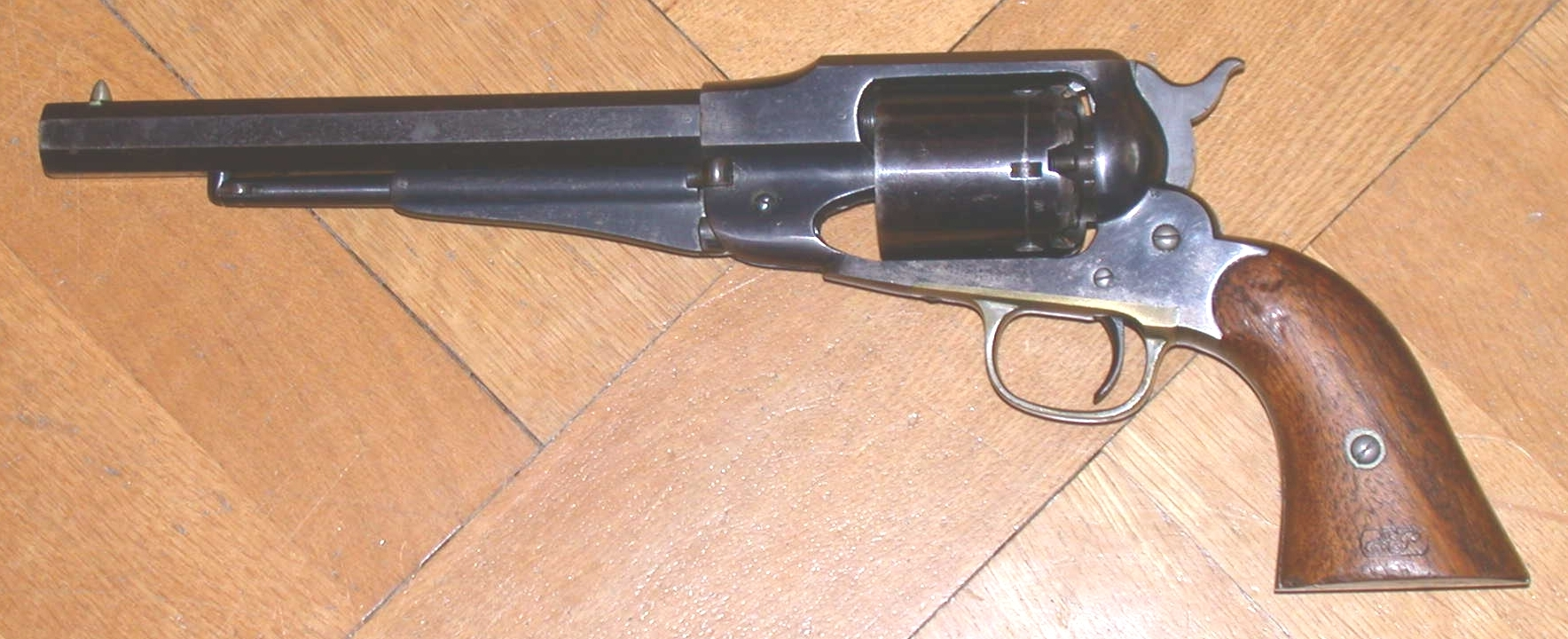
Remington New Model Army, hergestellt ab 1863

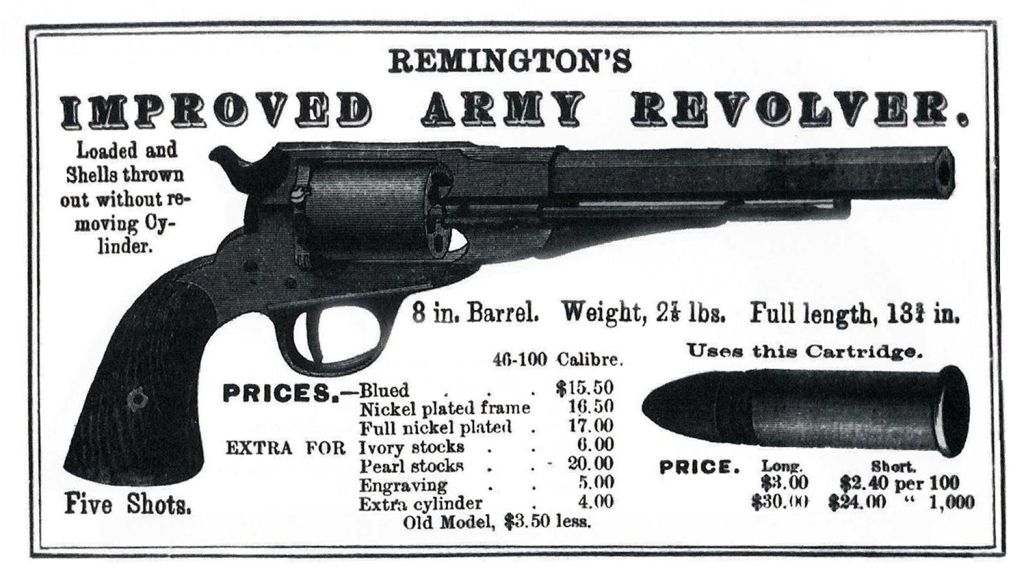
Remington .46 Conversion des New Model Army

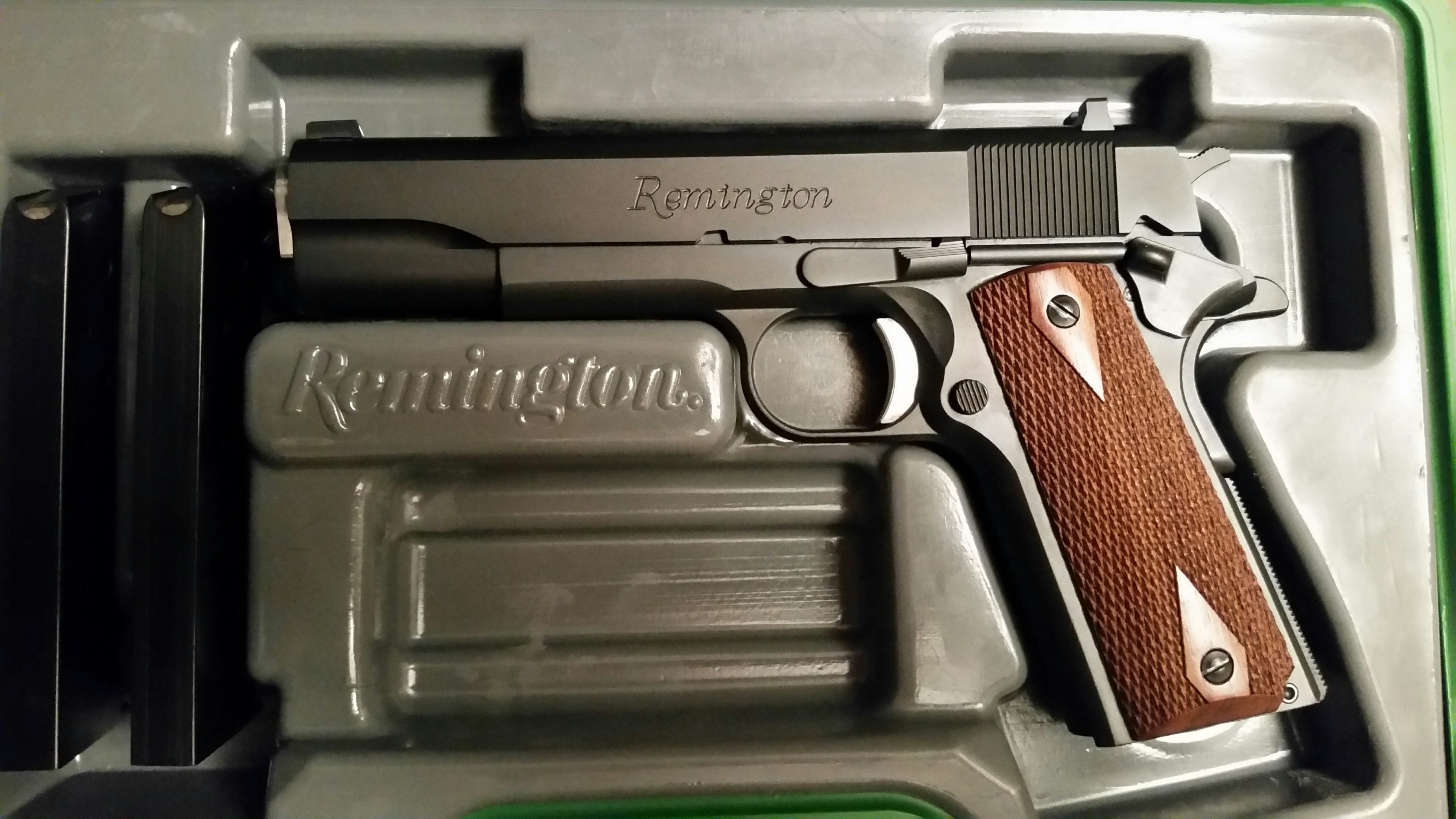
Remington R 1 1911, Nachbau der im Ersten Weltkrieg von Remington UMC hergestellten M1911 Pistole

Während des Sezessionskrieges (1861–1865) konnte Remington die Union von seinem Revolver, dem Remington New Model Army im Kaliber .44 überzeugen, von dem 106.000 Exemplare beschafft und als Ordonnanzwaffe für die Kavallerie und für Offiziere eingeführt wurden. Vom kleineren Modell im Kaliber .36 wurden 4000 Stück für die U.S. Navy beschafft.
1865 wurde Remington in eine Aktiengesellschaft umgewandelt. Danach begann Remington auch in anderen Geschäftszweigen Fuß zu fassen.
1873 wurde z. B. die Produktion von Schreibmaschinen eingeführt. Dieser Zweig wurde 1886 an die Standard Typewriter Company verkauft, womit auch die Rechte zum Gebrauch des Namens Remington verbunden waren.
1902 wurde die Standard Typewriter Company in Remington Typewriter Company umbenannt.
1927 fusionierte die Remington Typewriter Company mit Rand Kardex Company und wurde anschließend unter dem Namen Remington Rand weitergeführt. Remington Rand hat weiterhin Schreibmaschinen gefertigt und wurde zu einem der größten Computerhersteller (UNIVAC) seiner Zeit.
Die Feuerwaffenproduktion wurde in Remington Arms Company umbenannt. Diese wurde im Jahre 1888 von Marcus Hartley and Partners gekauft, ein führendes Unternehmen, das eine Kette an Sportzubehör-Geschäften betrieb und auch im Besitz der Union Metallic Cartridge Company war. Die UMC in Bridgeport, Connecticut wurde somit zu Remingtons Munitions-Firma.

### Der Erste Weltkrieg
1912 wurden Remington und die Union Metallic Cartridge zu einem Unternehmen fusioniert und firmierten ab sofort unter dem Namen Remington UMC. Noch heute produziert Remington Munition unter dem Markennamen U.M.C.
1914 brach der Erste Weltkrieg aus. Remington wurde von einigen der alliierten Mächten unter Vertrag genommen, Waffen für sie zu produzieren. Unter diesen Ländern waren Frankreich, Großbritannien und das zaristische Russland.
Remington produzierte für seine Auftraggeber folgende Modelle:
- Berthier M1916 für Frankreich
- Mosin-Nagant Modell 1891 für Russland

1915 wurde das Werk in Ilion erweitert. Seit dieser Erweiterung entspricht das Areal den heutigen Ausmaßen.
Mit der Ausdehnung und Intensivierung des Krieges wuchsen auch die Produktionszahlen bei Remington.
Im Ersten Weltkrieg stellte Remington in seinem Eddystone Rifle Plant in Chester (Pennsylvania) auch einen großen Teil der von der Enfield Royal Small Arms Factory entwickelten Pattern 1914 Rifles für die Alliierten und seiner Variante M1917 für die US-Truppen her. Interessant auch, dass das Eddystone Rifle Plant General John T. Thompson unterstellt war.
Außerdem wurde damals auf experimenteller Basis das so genannte Pedersen-Device entwickelt – ein System, das anstelle des Verschlusses in das M1903 Springfield-Gewehr eingesetzt werden konnte und dieses in ein Selbstladegewehr mit einem 40-Schuss Magazin verwandelte, das eine Patrone in der Dimension einer Pistolenpatrone durch den Gewehrlauf verschoss.
1917, gegen Ende des Krieges kam es zur Russischen Revolution. Diese hatte gravierende Auswirkungen auf die Finanzlage von Remington. Vor der Revolution wollte das zaristische Russland die Zahlungen verzögern, da es angeblich Defekte an den gelieferten Waffen gab. Als die Bolschewiki 1918 die Macht übernahmen, zahlten diese nicht mehr, da es ja keine Verträge zwischen ihnen und Remington gab. Sitzen gelassen mit einem riesigen Lager an Kriegsmaterialien und keine Aussicht auf Zahlungen, musste die US-Regierung eingreifen, um das Unternehmen vor dem Bankrott zu bewahren. Die Regierung verkaufte den Überschuss der Mosin-Nagant-Gewehre als Sport-/Jagdwaffen am zivilen Markt. Aufgrund des niedrigen Preises von nur drei US-Dollar pro Stück avancierte das Gewehr zum beliebtesten Sportgewehr der 1920er Jahre.
Nach dem Kriegsende entschied Remington, sich aus der Militärwaffenproduktion zurückzuziehen und sein Geschäft auf den Bereich der Sport- und Jagdwaffen zu konzentrieren, der konjunkturell stabil galt.

### Der Zweite Weltkrieg
In den 1930er Jahren, während der Rezession, wurde Remington von DuPont gekauft. DuPont forschte lange an der Verbesserung des Schießpulvers, was dem Unternehmen auch gelang und es somit sehr erfolgreich werden ließ. Ein Jahr später kaufte Remington die Peters Cartridge Company; heute kann man bei den Remington-Prägungen immer noch das Kürzel „R-P“ finden, das für Remington-Peters steht.
1940 machte sich das US-Militär Sorgen um die lückenlose Versorgung der Truppen mit Munition. Daher trat die Regierung an Remington mit der Bitte heran, mit Hilfe der Regierung national zu expandieren, um die Munitionsproduktion sicherzustellen. Mit der Hilfe der US-Regierung und Unterstützung von DuPont baute Remington zwei Munitionswerke: das Lake City Arsenal und die Denver Ordnance. Später folgten noch drei Werke. Diese Werke gehörten offiziell der US-Regierung, Remington jedoch hatte die Aufgabe, die Qualität und Stückzahlen der Produktion zu überwachen.
Zu den Waffen, die Remington für die US-Armee im Zweiten Weltkrieg herstellte, gehörten das berühmte Repetiergewehr M1903 Springfield.

### Nach den Kriegen

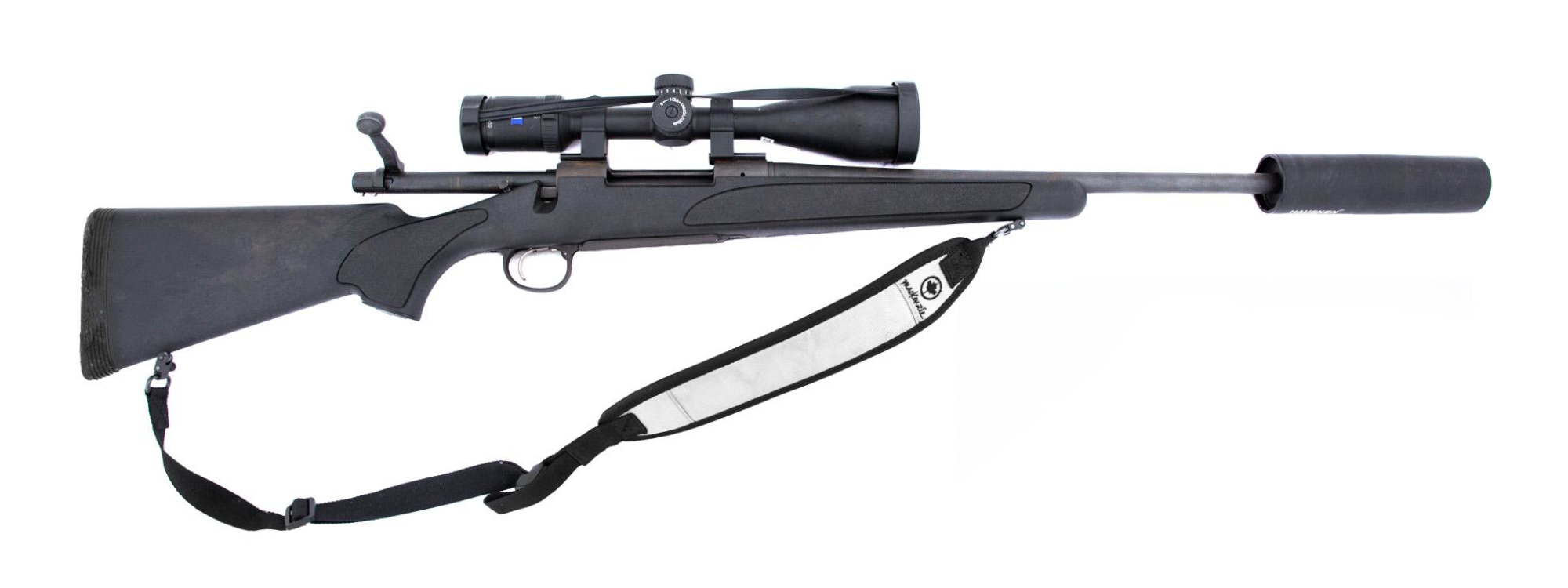
Ab 1962 in diversen Kalibern hergestelltes Remington Model 700 Repetier-Jagdgewehr

1970 schloss Remington das Munitionswerk in Bridgeport, Connecticut, aber eröffnete gleichzeitig ein neues Werk in Lonoke, Arkansas. Ein weiteres Werk für Schießscheiben und Tontauben wurde in Athens, Georgia errichtet.
1993 wurde Remington von DuPont an das Investment-Unternehmen Clayton, Dubilier, and Rice (CD&R) verkauft.
Aufgrund hoher Schulden und sinkender Nachfrage nach Pistolen und Gewehren in den USA drohte Remington die Insolvenz. Im Februar 2018 wurde deshalb Gläubigerschutz beantragt. Am 18. März beantragte Remington, den Konkurs in Anwendung von Chapter 11 abzuwenden, so dass der weitere Betrieb vorerst nicht beeinträchtigt war.
Im Juli 2020 beantragte das Unternehmen schließlich erneut die Einleitung des Insolvenzverfahrens. Opfervertreter im Fall des Amoklaufs an der Sandy Hook Elementary School von 2012 beschuldigten Remington, das Insolvenzverfahren zu beschleunigen, um ihre Schadensersatzklagen ins Leere laufen zu lassen. Der Angreifer hatte bei der Tat ein Remington-Gewehr aus der AR-15-Familie benutzt; die Klagen gegen das Unternehmen wurden wegen des Insolvenzverfahrens eingefroren. Für den 17. September 2020 setzte Remington eine Auktion der verbliebenen Aktiva an.
Bei der Versteigerung wurde Remington in Teilen verkauft:
- die Munitionsfabrik in Lonoke an Vista Outdoor Inc.
- Marlin Firearms an Sturm, Ruger & Co.
- das  Waffengeschäft (außer Marlin) an Roundhill Group LLC
- die Munitionsfabrik Barnes an Sierra Bullets LLC
- die Marken DPMS Panther Arms, H&R, Stormlake, AAC und Parker an JJE Capital Holdings LLC
- Bushmaster Firearms International an Franklin Armory Holdings Inc.
- die Marke Tapco an Sportsman’s Warehouse Inc.

## Standorte
Remington verfügte über mehrere Produktionsstätten:
- Waffen
  - Das größere und ältere Werk befindet sich am historischen Standort in Ilion, New York.
  - Ein neues modernes Werk befindet sich in Mayfield, Kentucky.
- Munition und Teile-Produktion
  - Jede von Remington angebotene Munition wird im Werk in Lonoke, Arkansas entwickelt und produziert.
  - Dort befindet sich ebenfalls Remingtons Powdered Metal Products Division, Industrial Products Division, sowie der Ammunition Product Services.
- Spezialanfertigungen: im Werk in Ilion, New York, werden diese Waffen heute noch von professionellen Waffenschmieden (Büchsenmacher) handgefertigt.
- Technik- und Forschungszentrum: dieses befindet sich in Huntsville, Alabama.
- Zielscheiben/Tontauben
  - Ein Werk in Findlay, Ohio.
  - Ein Werk in Ada, Oklahoma.

## Waffen

### Pistolen
- Remington Model 51 (USA – Pistole – 7,65 × 17 mm/.32 ACP & 9 × 17 mm/.380 ACP)
- Remington-Rider Single Shot Pistol (USA – Pistole – .17 „Parlor“)
- Remington-Rider Magazine Pistol (USA – Repetierpistole – .32 RF extra-short)
- Remington Vest Pocket Pistol (USA – Pistole)
- Remington XP-100 (USA – Repetierpistole – .221 Fireball, .223 Remington, .22-250 Remington, .250 Savage, 6 mm BR, 7 mm BR, 7 mm-08 Remington, .308 Winchester, & .35 Remington)
- Remington XP-100R (USA – Repetierpistole – .223 Remington, .22-250 Remington, .260 Remington, & .35 Remington)
- Remington Zig-Zag Derringer (USA – Pistole – .22 Short)
- Remington 1911 R1 (USA – Pistole – .45 ACP)
- Remington R51

### Revolver
- Remington Model 1858 (USA – Revolver – .36-.44)
- Remington Model 1875 (USA – Revolver – .44–40, .44, .45)

### Büchsen
- Remington Mohawk 10C (USA – Selbstladegewehr – .22 LR)
- Remington Mohawk 600 (USA – Repetiergewehr – .222 Remington, .243 Winchester, 6 mm Remington, & .308 Winchester)
- Remington Model Four (USA – Selbstladegewehr – .243 Winchester, 6 mm Remington, .270 Winchester, 7 mm Remington Express, .308 Winchester, & .30-'06)
- Remington Model Six (USA – Vorderschaftrepetierer – .243 Winchester, 6 mm Remington, .270 Winchester, .308 Winchester, & .30-'06)
- Remington Model Seven (USA – Repetiergewehr – .17 Remington, .222 Remington, .223 Remington, .243 Winchester, 6 mm Remington, .250 Savage, .260 Remington, 6.8 × 43 mm SPC, 7 mm-08 Remington, 7 mm Remington Short Action Ultra Mag, .308 Winchester, .300 Remington Short Action Ultra Mag, .35 Remington, & .350 Remington Magnum)
- Remington Model 4 (USA – Einzelladegewehr – .22 Short, .22 Long, .22 LR, .25 Stevens („25-10“), .32 Short, & .32 Long)
- Remington Model 6 (USA – Einzelladegewehr – .22 Short, .22 Long, .22 LR, .32 Short, & .32 Long)
- Remington Model 8 (USA – Selbstladegewehr – .25 Remington, .30 Remington, .32 Remington, & .35 Remington). Das Model 8 ist ein von John Moses Browning entwickeltes Selbstladegewehr mit langen Rohrrücklauf, welches unter der Bezeichnung Remington Autoloading Rifle Model 1905 auf den Markt gebracht wurde.
- Remington Model 12 (USA – Vorderschaftrepetierer – .22 LR)
- Remington Model 14 (USA – Vorderschaftrepetierer – .25 Remington, .30 Remington, .32 Remington, & .35 Remington)
- Remington Model 14 ½ (USA – Vorderschaftrepetierer – .38-40 Winchester & .44-40 Winchester)
- Remington Model 16 (USA – Selbstladegewehr – .22 Remington RF)
- Remington Model 24 (USA – Selbstladegewehr – .22 Short & .22 LR)
- Remington Model 25 (USA – Vorderschaftrepetierer – .25-20 Winchester & .32-20 Winchester)
- Remington Model 30 (USA – Repetiergewehr – .30-'06)
- Remington Model 30 Express (USA – Repetiergewehr – .25 Remington, .257 Roberts, 7 × 57 mm Mauser, .30 Remington, .30-'06, .32 Remington, & .35 Remington)
- Remington Model 33 (USA – Repetiergewehr)
- Remington Model 34 (USA – Repetiergewehr – .22 LR)
- Remington Model 37 (USA – Repetiergewehr – .22 LR)
- Remington Model 40X (USA – Repetiergewehr –)
- Remington Model 41 (USA – Repetiergewehr – .22 LR)
- Remington Model 74 (USA – Selbstladegewehr – .30-'06)
- Remington Model 76 (USA – Vorderschaftrepetierer – .30-'06)
- Remington Model 78 (USA – Repetiergewehr – .223 Remington, .243 Winchester, .270 Winchester, .308 Winchester, & .30-'06)
- Remington Model 81 (USA – Selbstladegewehr – .300 Savage, .30 Remington, .32 Remington, & .35 Remington)
- Remington Model 121 (USA – Vorderschaftrepetierer – .22 LR & .22 Winchester RF)
- Remington Model 141 (USA – Vorderschaftrepetierer – .30 Remington, .32 Remington, & .35 Remington)
- Remington Model 241 (USA – Selbstladegewehr – .22 Short & .22 LR)
- Remington Model 341 (USA – Repetiergewehr – .22 LR)
- Remington Model 411 (USA – Repetiergewehr – .22 CB Cap)
- Remington Model 504 (USA – Repetiergewehr – .17 Mach 2, .17 HMR und .22 LR)
- Remington Model 510 (USA – Repetiergewehr – .22 LR)
- Remington Model 511 (USA – Repetiergewehr – .22 LR)
- Remington Model 512 (USA – Repetiergewehr – .22 LR)
- Remington Model 513 (USA – Repetiergewehr – .22 LR)
- Remington Model 514 (USA – Repetiergewehr – .22 LR)
- Remington Model 521 (USA – Repetiergewehr – .22 LR)
- Remington Model 522 Viper (USA – Selbstladegewehr – .22 LR)
- Remington Model 540X (USA – Repetiergewehr – .22 LR)
- Remington Model 541 (USA – Repetiergewehr – .22 LR)
- Remington Model 550 (USA – Selbstladegewehr – .22 LR)
  - Remington Model 550-1 (USA – Selbstladegewehr – .22 LR)
- Remington Model 552 (USA – Selbstladegewehr – .22 Short & .22 LR)
- Remington Model 572 (USA – Vorderschaftrepetierer – .22 LR)
- Remington Model 580 (USA – Repetiergewehr – .22 LR)
- Remington Model 581 (USA – Repetiergewehr – .22 LR)
- Remington Model 581S (USA – Repetiergewehr – .22 LR)
- Remington Model 582 (USA – Repetiergewehr – .22 LR)
- Remington Model 591 (USA – Repetiergewehr – 5 mm Remington Magnum)
- Remington Model 592 (USA – Repetiergewehr – 5 mm Remington Magnum)
- Remington Model 597 (USA – Selbstladegewehr – .17 Hornady Magnum, .22 LR, & .22 Winchester Magnum)
- Remington Model 600 (USA – Repetiergewehr – .222 Remington, .223 Remington, 6 mm Remington, 6.5 mm Remington, .308 Winchester, .35 Remington, & .350 Remington Magnum)
- Remington Model 660 (USA – Repetiergewehr – .222 Remington, .223 Remington, .243 Winchester, 6 mm Remington, 6.5 mm Remington Magnum, .308 Winchester, & .350 Remington Magnum)
- Remington Model 673 (USA – Repetiergewehr – 6.5 mm Remington Magnum, .308 Winchester, .300 Remington Short Action Ultra Mag, & .350 Remington Magnum)
- Remington Model 700 (USA – Repetiergewehr – .17 Remington, .204 Ruger, .220 Swift, .221 Fireball, .222 Remington, .222 Remington Magnum, .223 Remington, .22-250 Remington, .243 Winchester, 6 mm Remington, 6 mm Remington Magnum, .25-06, .250 Savage, .257 Roberts, 6.5 × 55 mm Swedish, 6.5 mm Remington Magnum, .260 Remington, .264 Winchester Magnum, .270 Winchester, .270 WSM, .280 Remington, 7 mm Remington Express, 7 mm-08 Remington, 7 mm Remington Magnum, 7 mm STW, 7 mm Weatherby Magnum, 7 × 57 mm Mauser, 7 mm Remington Short Action Ultra Mag, 7 mm Remington Ultra Mag, .30-'06, .300 Savage, .308 Winchester, .300 WSM, .300 Winchester Magnum, .300 Weatherby Magnum, .300 Holland & Holland Magnum, .300 Remington Short Action Ultra Mag, .300 Remington Ultra Mag, 8 mm Remington Magnum, 8 mm Mauser, .338 Winchester Magnum, .338 Remington Ultra Mag, .35 Whelen, .350 Remington Magnum, .375 Holland & Holland Magnum, .375 Remington Ultra Mag, .416 Remington Magnum, & .458 Winchester Magnum)
- Remington Model 710 (USA – Repetiergewehr – .270 Winchester, 7 mm Remington Magnum, .30-'06, & .300 Winchester Magnum)
- Remington Model 720 (USA – Repetiergewehr – .257 Roberts, .270 Winchester, & .30-'06)
- Remington Model 721 (USA – Repetiergewehr – .264 Winchester Magnum, .270 Winchester, .280 Remington, .30-'06, & .300 Holland & Holland Magnum)
- Remington Model 722 (USA – Repetiergewehr – .222 Remington, .222 Remington Magnum, .243 Winchester, .244 Remington, .257 Roberts, .300 Savage, & .308 Winchester)
- Remington Model 725 (USA – Repetiergewehr – .222 Remington, .243 Winchester, .244 Remington, .270 Winchester, .280 Remington, .30-'06, .375 Holland & Holland Magnum, & .458 Winchester Magnum)
- Remington Model 740 (USA – Selbstladegewehr – .244 Remington, .280 Remington, .308 Winchester, & .30-'06)
- Remington Model 742 (USA – Selbstladegewehr – .243 Winchester, 6 mm Remington, .280 Remington, .308 Winchester, & .30-'06)
- Remington Model 760 (USA – Vorderschaftrepetierer – .222 Remington, .223 Remington, .243 Winchester, .244 Remington, 6 mm Remington, .257 Roberts, .270 Winchester, .280 Remington, .300 Savage, .308 Winchester, .30-'06, & .35 Remington)
- Remington Model 788 (USA – Repetiergewehr – .222 Remington, .223 Remington, .22-250 Remington, .243 Winchester, 6 mm Remington, 7 mm-08 Remington, .308 Winchester, .30-30 Winchester, & .44 Magnum)
- Remington Model 7400 (USA – Selbstladegewehr – .243 Winchester, 6 mm Remington, .270 Winchester, 7 mm Remington Express, .280 Remington, .308 Winchester, .30-'06, & .35 Whelen)
- Remington Model 7600 (USA – Vorderschaftrepetierer – .243 Winchester, 6 mm Remington, .270 Winchester, .280 Remington, .308 Winchester, .30-'06, & .35 Whelen)
- Remington MSR
- Remington Nylon 10 (USA – Repetiergewehr – .22 LR)
- Remington Nylon 11 (USA – Repetiergewehr – .22 LR)
- Remington Nylon 12 (USA – Repetiergewehr – .22 LR)
- Remington Nylon 66 (USA – Selbstladegewehr – .22 LR)
- Remington Nylon 76 (USA – Unterladerepetierer – .22 LR)
- Remington Nylon 77 (USA – Selbstladegewehr – .22 LR)
- Remington SR-8 (USA – Repetiergewehr – .338 Lapua)
- Remington XR-100 (USA – Repetiergewehr – .204 Ruger, .223 Remington, & .22-250 Remington)

### Flinten
- Remington Model 9 (USA – Einzelladeflinte – Kaliber 28, Kaliber 24, Kaliber 20, Kaliber 16, Kaliber 12 & Kaliber 10)
- Remington Model 10 (USA – Vorderschaftrepetierflinte – Kaliber 12)
- Remington Model 11 (USA – Selbstladeflinte – Kaliber 20, Kaliber 16 & Kaliber 12)
  - Remington Sportsman (USA – Selbstladeflinte – Kaliber 20, Kaliber 16 & Kaliber 12)
- Remington Model 17 (USA – Vorderschaftrepetierflinte – Kaliber 20)
- Remington Model 29 (USA – Vorderschaftrepetierflinte – Kaliber 12)
- Remington Model 31 (USA – Vorderschaftrepetierflinte – Kaliber 20, Kaliber 16 & Kaliber 12)
- Remington Model 32 (USA – Bockdoppelflinte – Kaliber 12)
- Remington Model 48 (USA – Selbstladeflinte – Kaliber 20, Kaliber 16 & Kaliber 12)
- Remington Model 58 (USA – Selbstladeflinte – Kaliber 20, Kaliber 16 & Kaliber 12)
- Remington Model 90-T (USA – Einzelladeflinte – Kaliber 12)
- Remington Model 300 (USA – Bockdoppelflinte – Kaliber 12)
- Remington Model 320 (USA – Bockdoppelflinte – Kaliber 12)
- Remington Model 332 (USA – Bockdoppelflinte – Kaliber 12)
- Remington Model 396 (USA – Bockdoppelflinte – Kaliber 12)
- Remington Model 870 (USA – Vorderschaftrepetierflinte)
- Remington Model 878 (USA – Selbstladeflinte – Kaliber 12)
- Remington Model 1100 (USA – Selbstladeflinte – .410 Bore, Kaliber 20, Kaliber 16 & Kaliber 12)
- Remington Model 11-48 (USA – Selbstladeflinte – .410 Bore, Kaliber 28, Kaliber 20, Kaliber 16 & Kaliber 12)
- Remington Model 11-87 (USA – Selbstladeflinte – Kaliber 20 & Kaliber 12)
- Remington Model 11-96 (USA – Selbstladeflinte – Kaliber 12)
- Remington Model 1889 (USA – Doppelflinte – Kaliber 16, Kaliber 12, & Kaliber 10)
- Remington Model 1893 (USA – Einzelladeflinte – Kaliber 28, Kaliber 24, Kaliber 20, Kaliber 16, Kaliber 12 & Kaliber 10)
  - Remington Model 3 (USA – Einzelladeflinte – Kaliber 28, Kaliber 24, Kaliber 20, Kaliber 16, Kaliber 12 & Kaliber 10)
- Remington Model 1894 (USA – Doppelflinte – Kaliber 16, Kaliber 12, & Kaliber 10)
- Remington Model 1900 (USA – Doppelflinte – Kaliber 16 & Kaliber 12)
- Remington Model 3200 (USA – Bockdoppelflinte – Kaliber 12)
- Remington Model SP-10 (USA – Selbstladeflinte – Kaliber 10)